# Denariusa
Denariusa is een monotypisch geslacht van straalvinnige vissen uit de familie van de Aziatische glasbaarzen (Ambassidae).

## Soort
- Denariusa australis (Steindachner, 1867)